# Durga Nagar Part-V
Durga Nagar Part-V is een census town in het district Cachar van de Indiase staat Assam. 

## Demografie
Volgens de Indiase volkstelling van 2001 wonen er 7425 mensen in Durga Nagar Part-V, waarvan 50% mannelijk en 50% vrouwelijk is. De plaats heeft een alfabetiseringsgraad van 80%. 